# Wypalanki (Szczenurze)
Wypalanki – część wsi Szczenurze w Polsce, położony w województwie pomorskim, w powiecie lęborskim, w gminie Wicko. Wchodzą w skład sołectwa Szczenurze.
W latach 1975–1998 Wypalanki administracyjnie należały do województwa słupskiego.